# E Ink

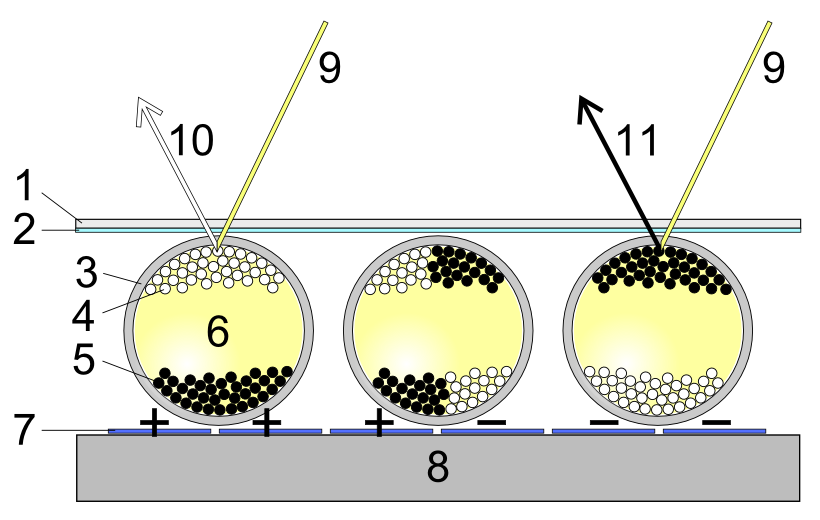
Hartie electronică. Legendă: 1. strat superior; 2. electrod în strat transparent; 3. micro-capsule transparente; 4. pigmenți albi încărcați pozitiv; 5. pigmenți negri încărcați negativ; 6. strat de ulei; 7. electrod în strat de pixeli; 8. strat de susținere; 9. lumină; 10. alb; 11. negru

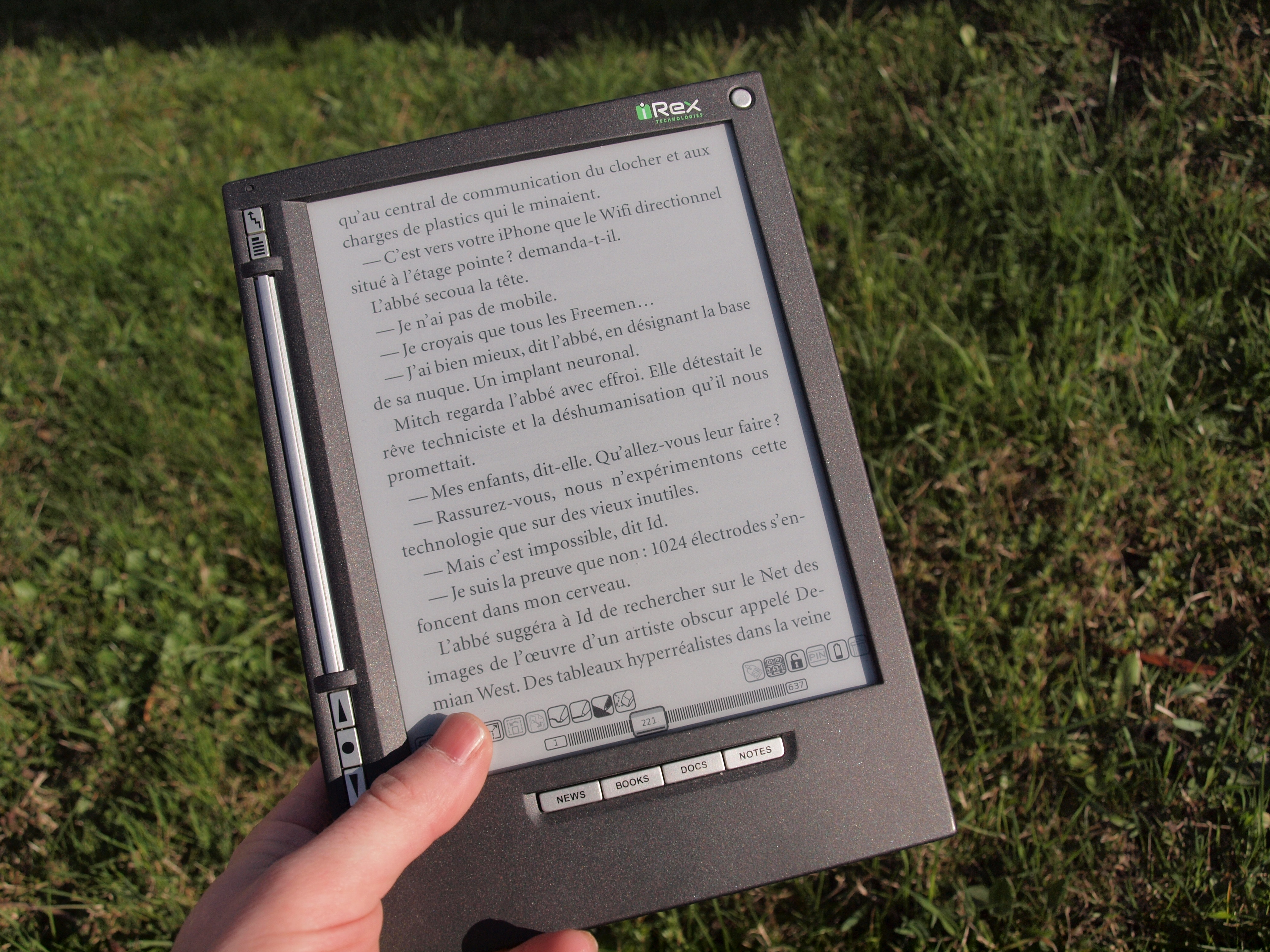
iLiad - un e-book reader echipat cu un display de e-paper (hârtie electronică) vizibil şi în lumina soarelui

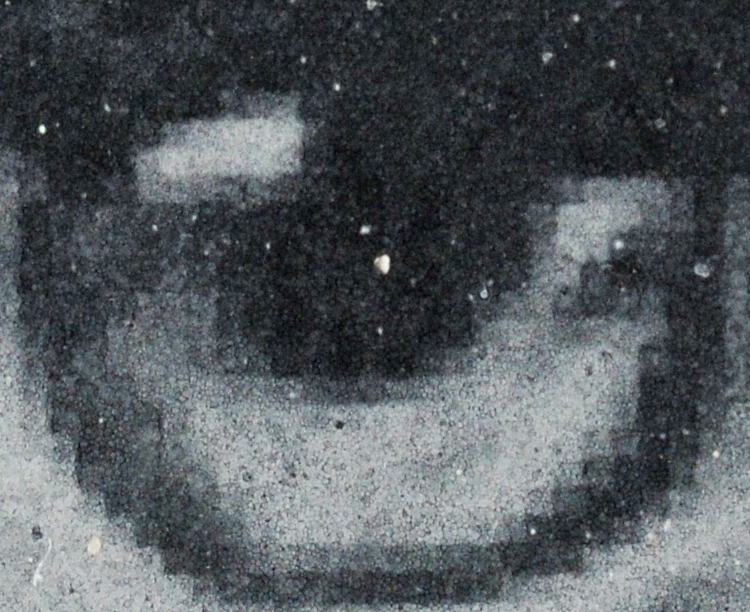
Fotografia macro a unui e-book Kindle; microcapsulele sunt evidente la [http://upload.wikimedia.org/wikipedia/commons/5/54/Kindle_3_texture_(crop).jpg dimensiunea completă

E Ink sau e-cerneala (prescurtare din engleză de la electronic ink care se citește aproximativ "i inc"; în traducere: cerneală electronică) este o tehnologie de producere a unei cerneli electronice inventată de compania americană E Ink Corporation.

## Proprietăți
E Ink este numit și materialul proprietar patentat, rezultat din tehnologia E Ink. El poate fi integrat în diverse folii folosite la producerea ecranelor electronice (displayuri), în special pentru dispozitivele numite în general "carte electronică" (e-book) ș.a., cum sunt:
- "hârtie electronică" (e-paper) (de la companiile LG și Philips)
- telefonul mobil F3 (Motorola)
- Reader (SONY)
- iLiad (iRex Technologies)
- Cybook Gen3 (compania franceză Bookeen)
- Kindle (Amazon)
- Readius (Polymer Vision)
- Reader (Plastic Logic)

E Ink se produce prin electroforeză; este formată din milioane de microcapsule cu diametrul cât firul de păr. Într-una dintre implementări aceste microcapsule conțin particule albe încărcate pozitiv și particule negre încărcate negativ. La aplicarea de sus a unei tensiuni electrice negative particulele albe pozitive se deplasează spre partea de sus a microcapsulelor, devenind vizibile pentru utilizator. În mod asemănător, o tensiune pozitivă provoacă înnegrirea zonei respective.
Pentru a realiza un display, substanța E Ink se poate aplica / tipări de ex. pe un film de material plastic transparent, pe care există deja circuitele electronice necesare pentru comanda electrică, amplasate în formă de matrice. Materialul purtător poate fi și sticlă, hârtie specială ș.a.
Un avantaj major al substanței E Ink este faptul că ecranele bazate pe aceasta consumă foarte puțină energie electrică. Alt avantaj important este că substratul pe care se aplică E Ink poate fi și un material plastic, și deci flexibil.